# Lalita Jauhleuskaja
Lalita Wadsimauna Jauhleuskaja (belarussisch Лаліта Вадзімаўна Яўглеўская; * 31. Dezember 1963 in Sokol, Russische SFSR) ist eine ehemalige belarussisch-australische Sportschützin.

## Erfolge
Lalita Jauhleuskaja nahm an sechs Olympischen Spielen teil. 1996 belegte sie in Atlanta mit der Luftpistole den achten Rang, vier Jahre darauf wurde sie in Sydney Elfte. Mit der Sportpistole gelang ihr mit 583 Punkten die Qualifikation für die Finalrunde, in der sie weitere 103 Punkte erzielte. Mit insgesamt 686 Punkten schloss sie den Wettbewerb hinter Marija Grosdewa und Tao Luna auf dem dritten Rang ab und erhielt damit die Bronzemedaille. Bei den Olympischen Spielen 2004 in Athen trat sie erstmals für Australien an. Mit der Luftpistole kam sie nicht über den 21. Rang hinaus, mit der Sportpistole wurde sie Zehnte. Die Spiele 2008 in Peking schloss Jauhleuskaja mit der Luftpistole auf dem 18. und mit der Sportpistole auf dem 14. Platz ab. Auch bei den folgenden Olympischen Spielen verpasste sie die Finalrunden: 2012 erreichte sie in London mit der Luftpistole Rang 40 und mit der Sportpistole Rang 17. 2016 belegte sie in Rio de Janeiro den 24. Platz mit der Luftpistole und den 14. Platz mit der Sportpistole.
Mit der Luftpistole gewann Jauhleuskaja im Einzel bei den Weltmeisterschaften 1998 in Barcelona Bronze und 2010 in München Silber. In der Mannschaftskonkurrenz wurde sie 2010 Weltmeister. Nach ihrem Wechsel zum australischen Verband war Jauhleuskaja auch für die Commonwealth Games startberechtigt. 2002 gewann sie in Manchester die Einzelwettbewerbe mit der Luft- und der Sportpistole und auch den Paarwettbewerb mit der Luftpistole. Im Paarwettbewerb mit der Sportpistole sicherte sie sich Bronze. Bei den Commonwealth Games 2006 in Melbourne folgten in allen vier Disziplinen Goldmedaillen. Darüber hinaus belegte Jauhleuskaja 2010 in Neu-Delhi im Paarwettbewerb mit der Sportpistole den zweiten sowie 2014 in Glasgow mit der Sportpistole im Einzel den dritten Platz.
Jauhleuskaja ist verheiratet und hat zwei Kinder. Eines davon, Sergei Evglevski, ist ebenfalls als Sportschütze erfolgreich.